# Zdíkův palác
Zdíkův palác (dříve známý též pod názvem Přemyslovský palác) je torzo románské budovy na Václavském náměstí v Olomouci, kterou dal koncem 30. let 12. století postavit olomoucký biskup Jindřich Zdík (1126–1150). Celý palác je součástí prohlídkového okruhu Arcidiecézního muzea. 

## Areál
Zdíkův palác tvoří jádro olomouckého hradu. Přímo sousedí s katedrálou sv. Václava na jihu, na západě s kostelem sv. Anny a kaplí sv. Barbory v románské obytné věži.
Vlastní Zdíkův palác tvoří tyto součásti:
- zbytky románského paláce se sdruženými okny,
- gotická křížová chodba s cyklem nástěnných maleb,
- rajský dvůr se studnou (nadzemní část studny byla postavena v roce 1871 podle návrhu Josefa Erwina von Lipperta) a
- gotická kaple sv. Jana Křtitele s freskami.

## Stavební vývoj

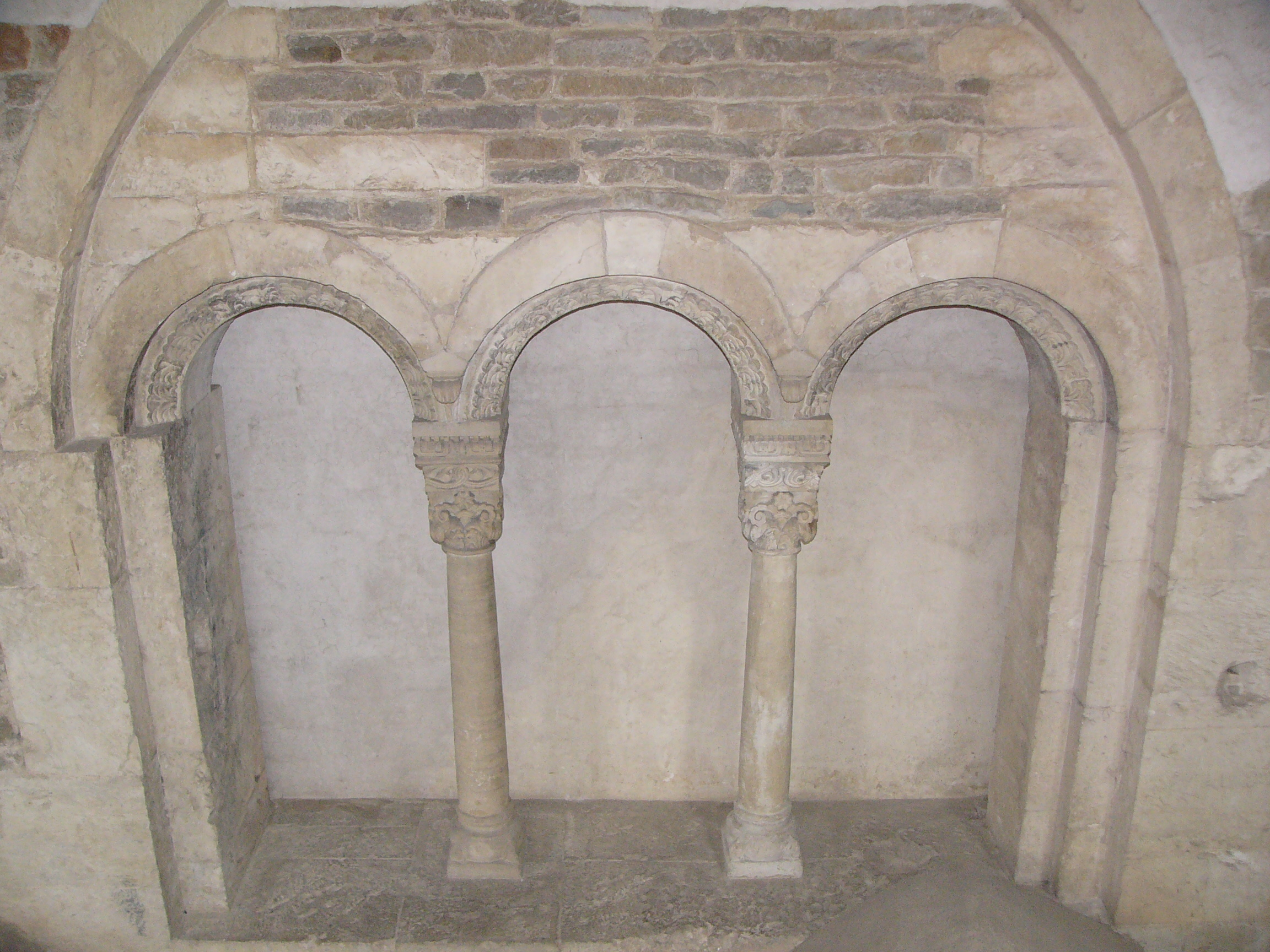
Pozůstatky románských oken ve Zdíkově paláci

Zdíkův objekt z konce 30. let 12. století doplnil již dříve založený (před rokem 1107) kostel sv. Václava, roku 1141 přeměněný na novou katedrálu, o obytnou část, spolu s kostelem tvořící celek budov, jemuž se v Německu říká Münster (latinsky monasterium či ecclesia in domo). Šlo o obydlí biskupa a dvanáctičlenné kapituly, která se podle cizích vzorů, hlavně podle regulované kapituly při katedrále Božího hrobu, jejímž byl biskup Zdík po dobu svého pobytu v Jerusalémě v letech 1137–1138 sám členem, řídila zásadami společného života, tzv. vita communis, záležejícími ve společném stravování (refektáři), ubytování (dormitáři) a modlení (chóru).
V přízemí mezi kostelem a tím, čemu se říká ne zcela přesně palác, ležel úzký obdélníkový ambit, tzv. křížová chodba, který krom komunikace sloužil kanovníkům k procesím za křížem, odtud název. Z jeho východního ramene vedl vchod do kapitulní síně na místě dnešní dolní sakristie, dodnes dochovaný. V přízemí byly další prostory, nejspíš hospodářského rázu, osvětlené dodnes zachovanými štěrbinovými okny. V severním nároží patra byla komnata s krbem v rohu a dvěma dvojitými okny, uzavíratelnými pomocí okenic. Nejspíš sloužila biskupovi. Z komnaty na jih vedla chodba, otevřená do prostranství před průčelím katedrály, na jejímž konci byl vstup do severní věže, buď do pokladnice, nebo do soukromé biskupovy kaple, ležící mezi věžemi katedrály. Od komnaty k východu se táhl velký sál, sloužící asi i biskupovi i kapitule se třemi trojitými a jedním dvojitým oknem. Objekt byl přístupný zvenčí po jednoramenném venkovním schodišti, ostění přesně nad sebou ležících vchodů jsou dochována jak v přízemí tak i v poschodí. V patře východního příčného křídla v místech dnešní horní sakristie byl zřejmě kapitulní dormitář, z něhož sestupovalo schodiště přímo do choru kostela, v němž konali členové kapituly společné modlitby od časných ranních hodin až do noci. Z komplexu se zachovaly krom už jmenovaných článků především severní a západní stěna s proslulými románskými okny s bohatou palmetovou výzdobou, naznačující císařskou inspiraci biskupovu. Celý objekt připomíná císařské falce. Cizí mistři, které si biskup přivedl, pocházeli možná z Porýní, v současnosti se však vědci přiklánějí k jejich italskému původu.

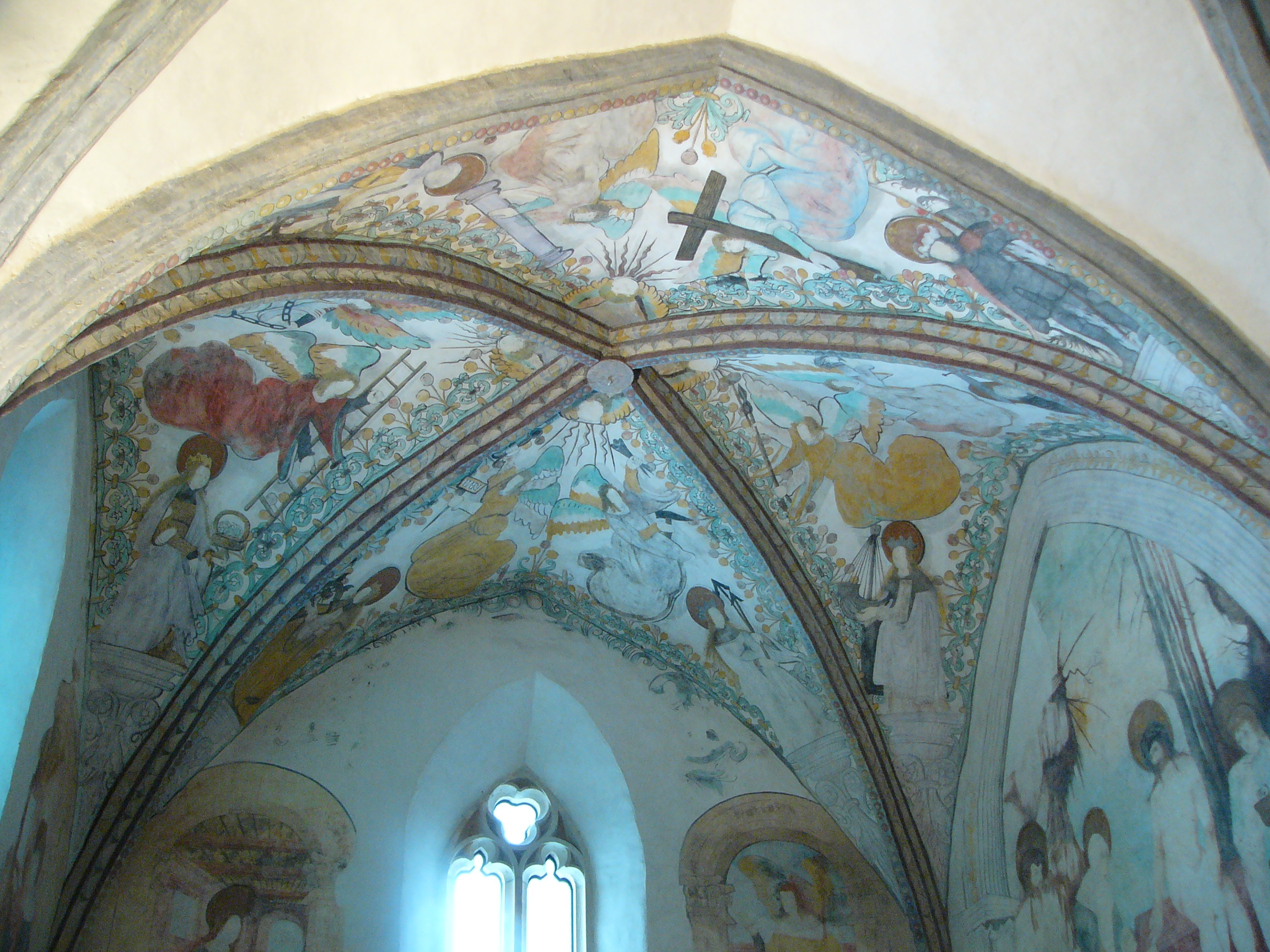
Fresky v kapli sv. Jana Křtitele

Objekt sloužil svému účelu až do přelomu 12. a 13. století, kdy kapitula ustoupila od společného života a každý její člen si zřídil vlastní obydlí, tzv. rezidenci, a biskup si postavil vlastní palác, ležící někde za kostelem a viditelný z náměstí jen z poloviny. Ve starém paláci se usídlila katedrální škola, jejíž žáci v nestřežených chvílích vyrývali svými pisátky jednotlivá písmena, texty a kresby do kamenných parapetů, sloupků a ostění kdysi parádních oken. Palác několikrát vyhořel. V polovině 14. století byl na místě románské obdélníkové křížové chodby postaven čtvercový gotický ambit s rajským dvorem a studnou. Na stěnách ambitu se nachází cyklus pozdně gotických nástěnných maleb z přelomu 15. a 16. století. Náměty sledují události  liturgického roku. Některé z maleb (Klanění tří králů) jsou považovány za dílo Ulricha Apta z Augsburgu, žáka Albrechta Dürera. V letech 1435–1441 byla k severní zdi paláce přistavěna kaple sv. Jana Křtitele, původně sloužící jako kapitulní knihovna. Dodnes se v ní dochoval oltář sv. Prokopa, dva náhrobní kameny z první poloviny 16. století a nástěnné malby tzv. Olomouckého nebe s českými a olomouckými patrony na klenbě. V jižní stěně je namalován epitaf olomouckého kanovníka Václava z Moštěnice, na dalších scény ze života Panny Marie.  V rámci expozice Arcidiecézního muzea je v kapli uložen mimo jiné originál sousoší Olivetské hory původem z kostela svatého Mořice.
Památka byla znovuobjevena v roce 1866 a už od 19. století se uvažovalo o jejím zpřístupnění. Po druhé světové válce pak byla provedena rekonstrukce a prezentace. Od roku 1962 byl spolu s dómem sv. Václava a dalšími významnými objekty v sousedství podle usnesení vlády ČSR č. 251/62 ze dne 30. 3. 1962 a podle nařízení vlády č. 262/1995 Sb. ze dne 16. 8. 1995, o prohlášení a zrušení prohlášení některých kulturních památek za národní kulturní památky, zařazen mezi národní kulturní památky (NKP).
V 70. a 80. letech byla provedena přestavba, která umožnila částečný přístup  veřejnosti do křížové chodby a nad ambitem byl vestavěn ochoz kolem románských oken. Jako veřejnosti přístupný a instalovaný objekt byl pod jménem Přemyslovský palác otevřen v roce 1988. V roce 2006 byl včleněn jako Zdíkův palác do Arcidiecézního muzea v Olomouci. V letech 2021–2022 proběhla druhá etapa  rekonstrukce paláce podle návrhu architekta Jana Šépky. Návštěvníkům byla zpřístupněna celá křížová chodba,  vyměněny pochozí lávky, zábradlí i okna. Byla upravena střecha nad galerií, která vede kolem románských oken. 

## Galerie

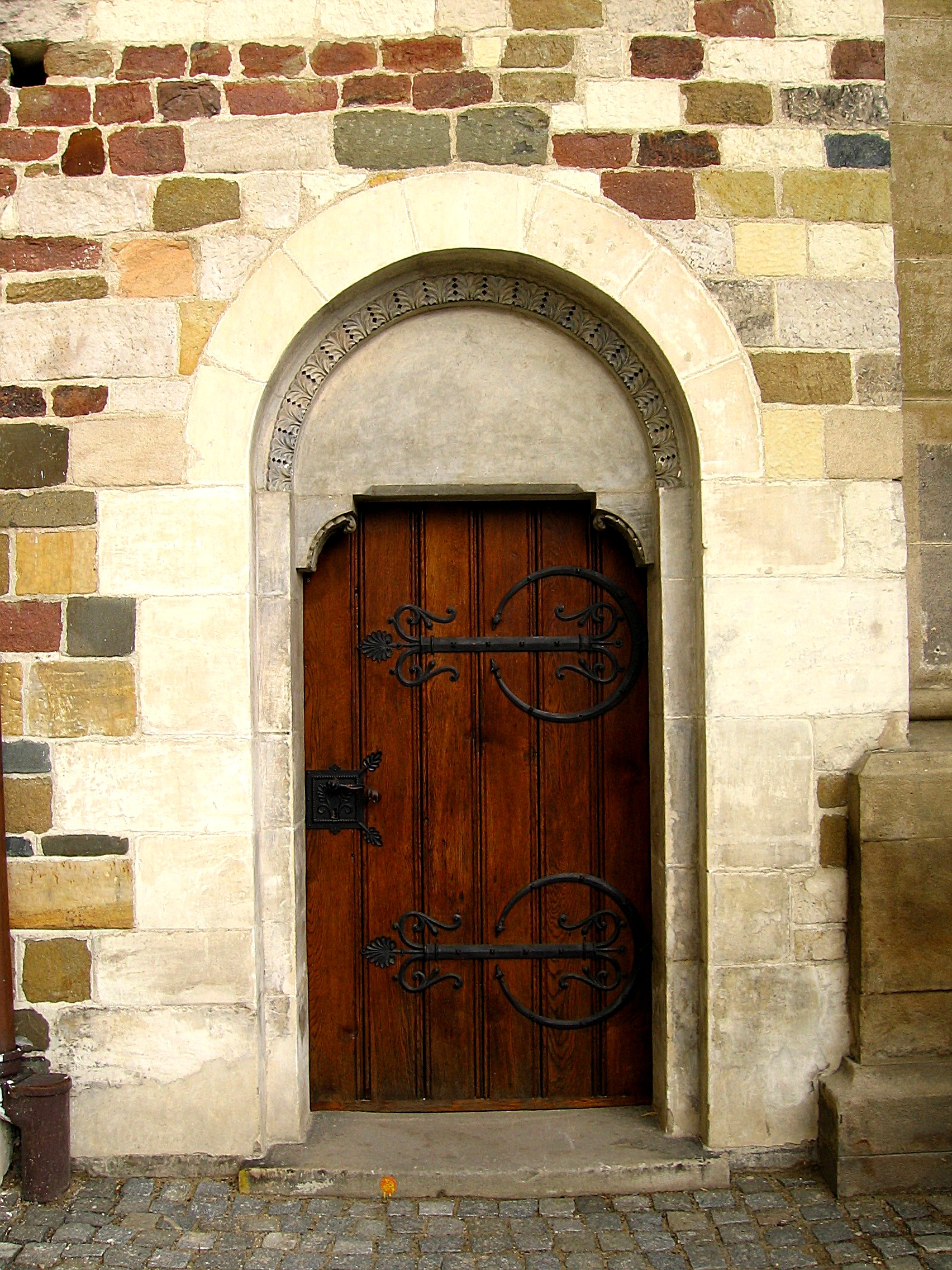
Neorománský vstup do Zdíkova paláce podle návrhu Gustava Meretty
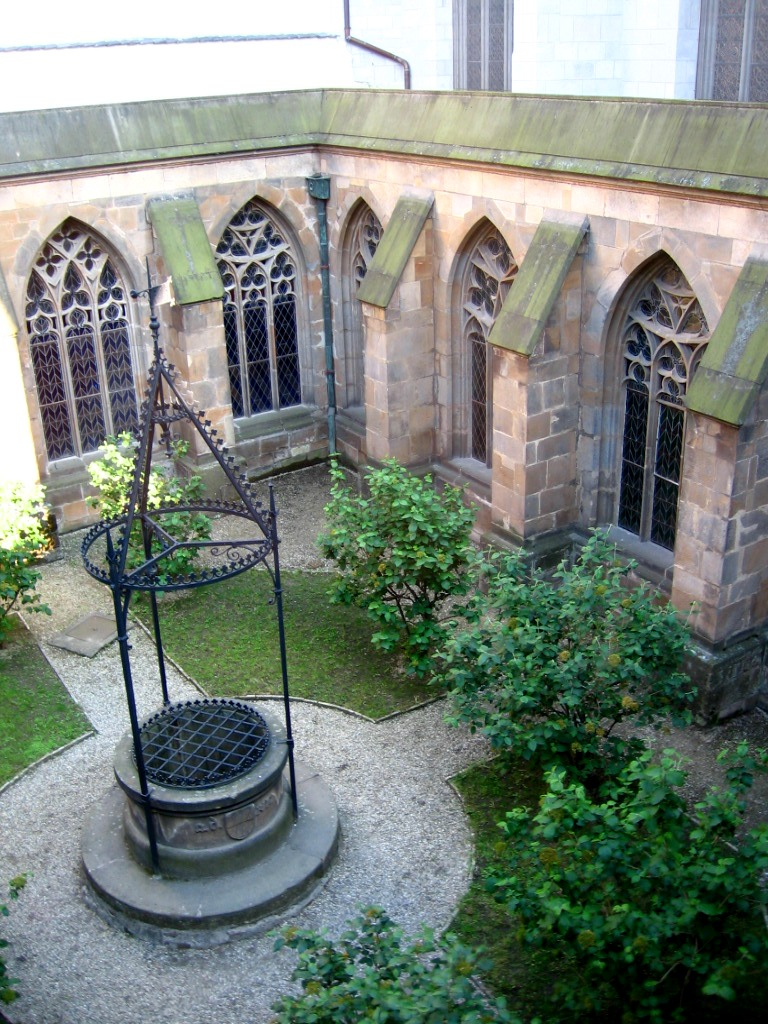
Rajský dvůr se studnou
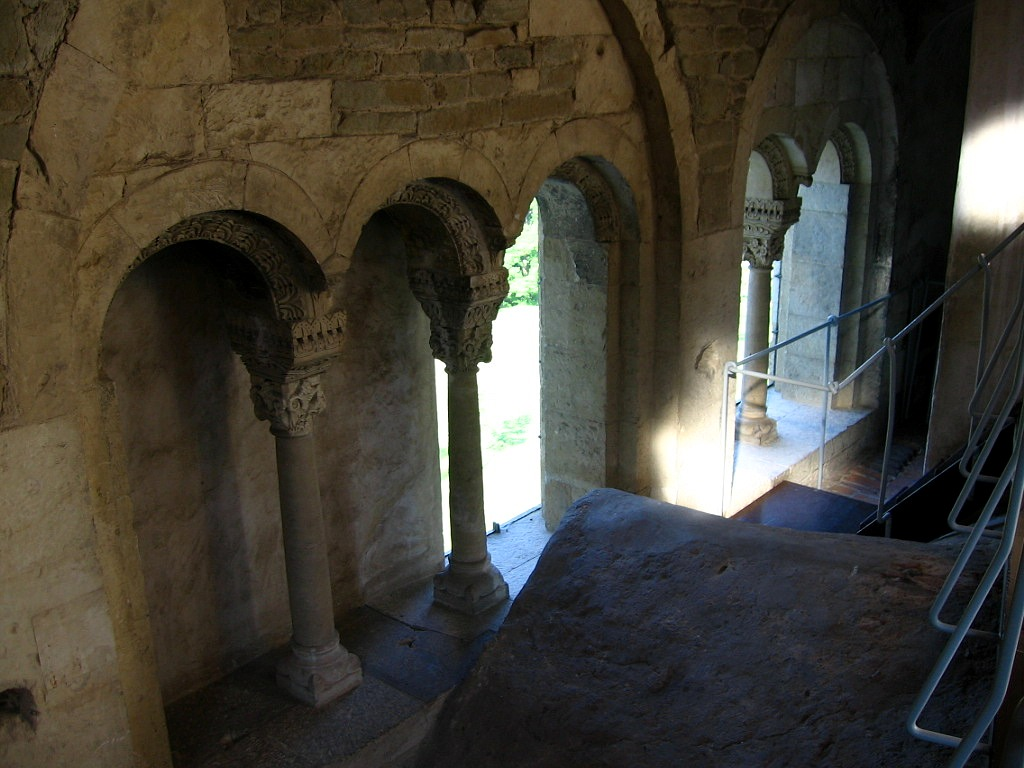
Románská sdružená okna
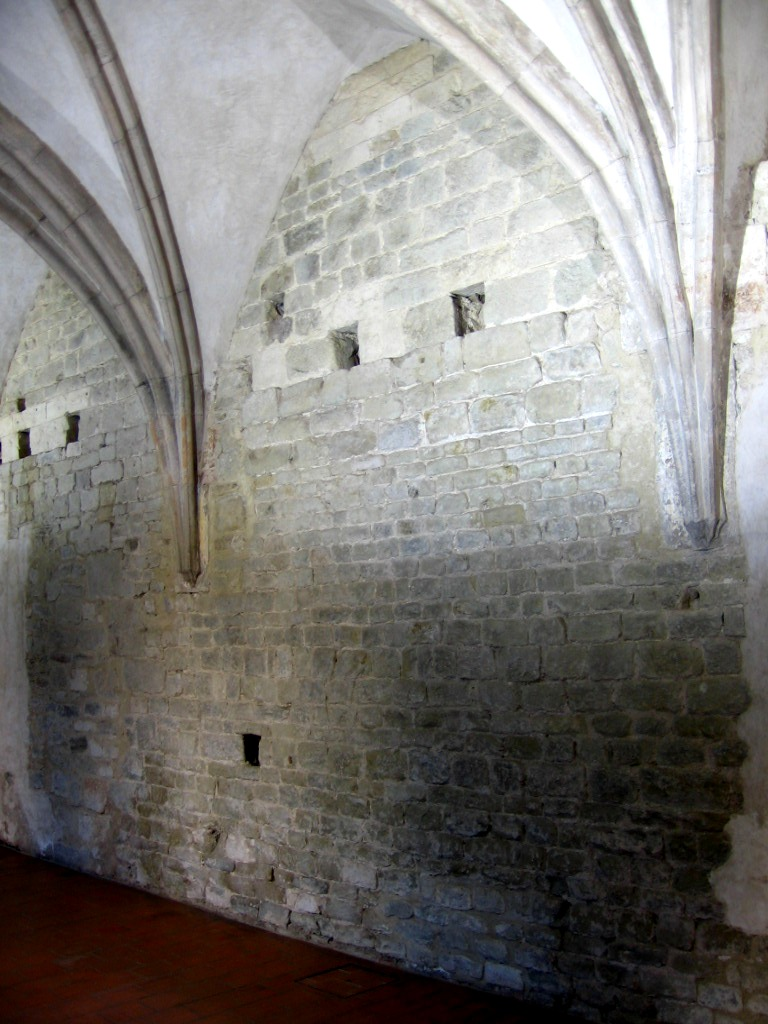
Pozůstatky románského zdiva v gotickém ambitu
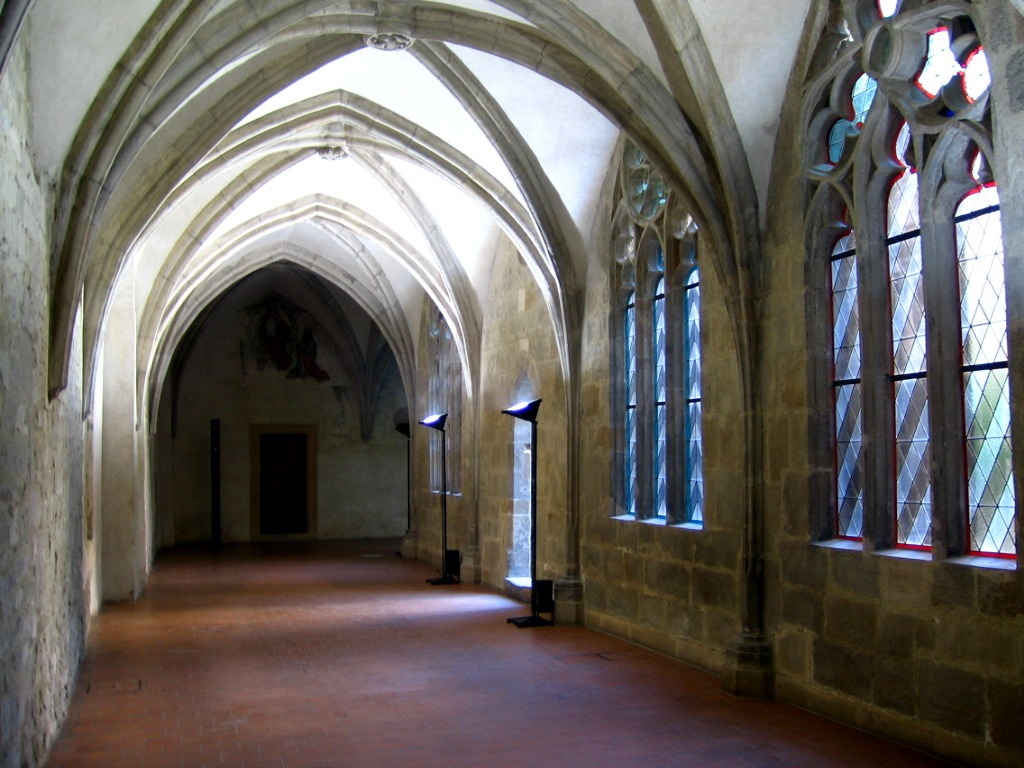
Gotická křížová chodba s nástěnnými malbami
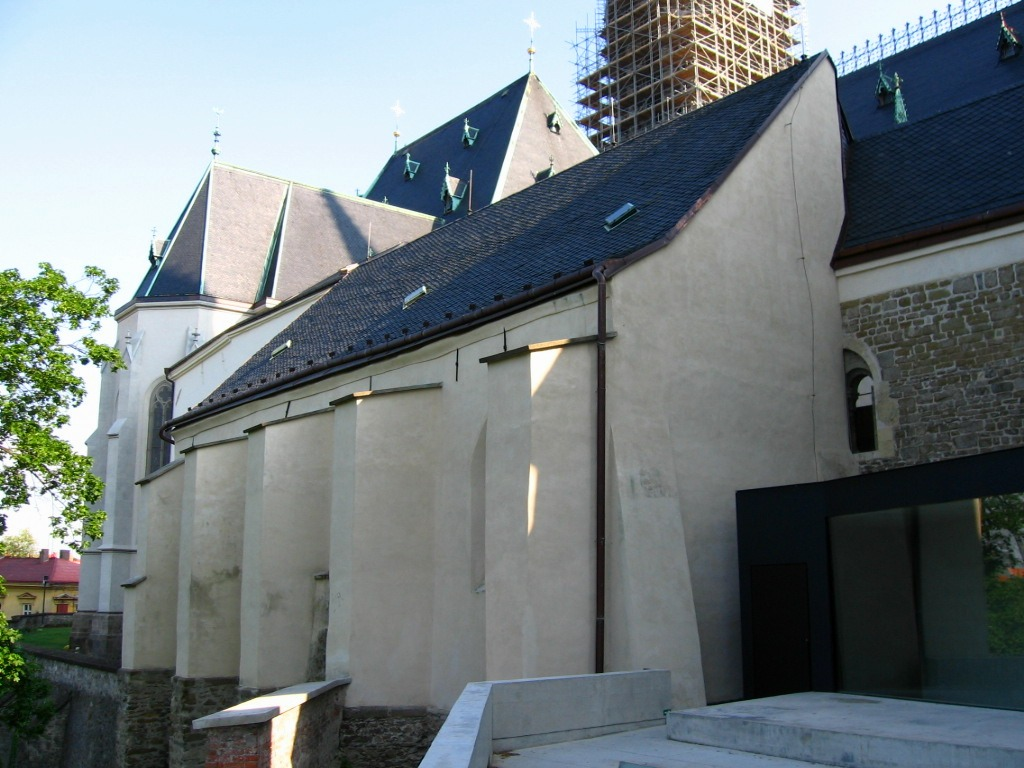
Pohled z parkánu na kapli sv. Jana Křtitele
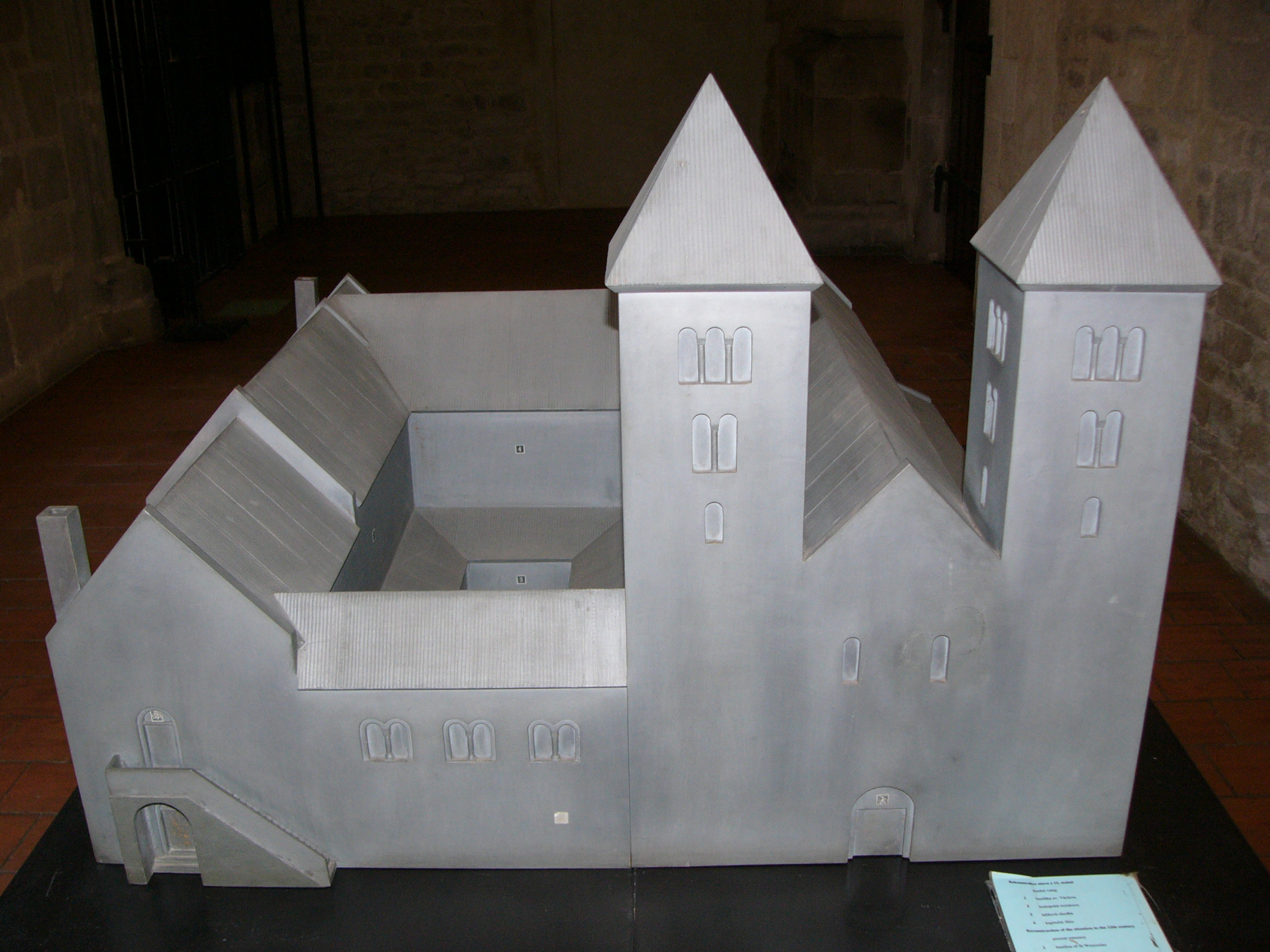
Model Zdíkova paláce s kostelem sv. Václava v expozici Arcidiecézního muzea
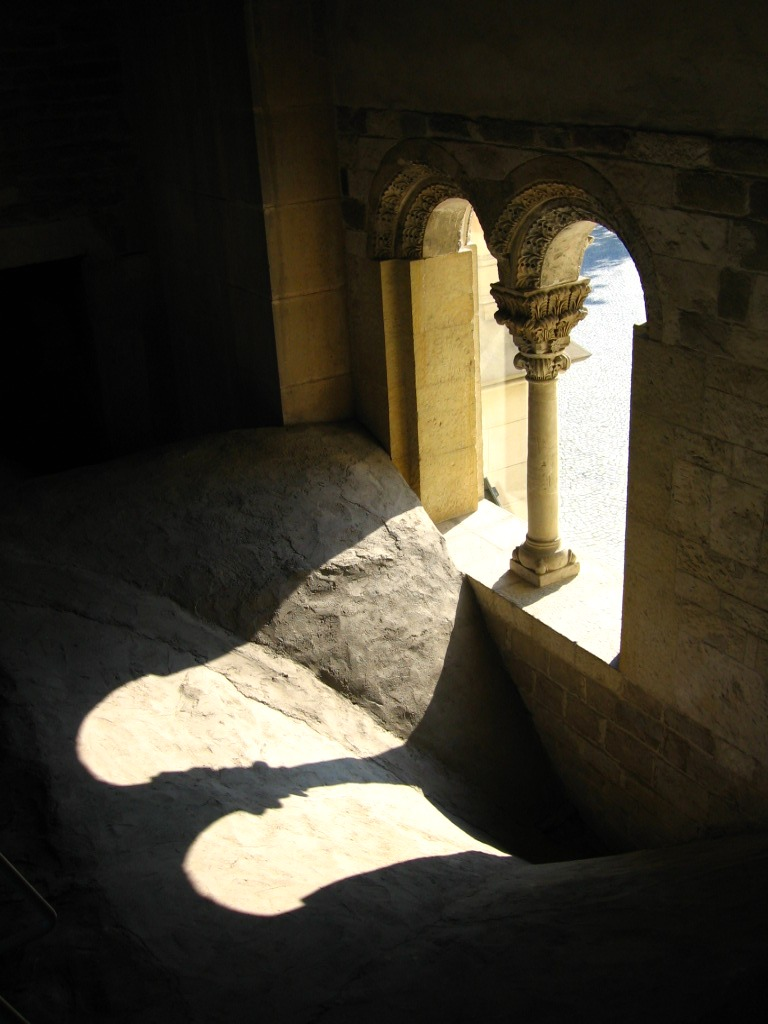
Pohled na románské sdružené okno nad klenbou gotického ambitu